# Мабильон, Жан
Жан Мабильо́н (23 ноября 1632, Сен-Пьермон — 27 декабря 1707, Париж) — французский учёный, историк, бенедиктинец, «отец» науки палеографии и дипломатики.
Достижения Мабильона в области критики источников считают эпохальными. По словам Марка Блока, «год 1681 — год публикации „De Re Diplomatica“ — поистине великая дата в истории человеческого разума».

## Биография
Был членом конгрегации мавристов и Академии надписей. С 1664 года работал в библиотеке аббатства Сен-Жермен-де-Пре, где и осуществил многотомную публикацию источников по истории ордена бенедиктинцев с комментариями и примечаниями.
Вёл обширную корреспонденцию с разными учёными, между прочим с болландистами и Лейбницем.

## Сочинения

Annales Ordinis Sancti Benedicti, 1739

- «Acta Sanctorum ordinis S. Benedicti, in saeculorum classes distributa» (Париж, 1668—1701; Венеция, 1733) — во многих отношениях впервые собранные в виде кратких биографий материалы о жизни принадлежавших к ордену св. Бенедикта церковных, литературных и учёных деятелей со времени св. Бенедикта до 1100 года; помимо биографических, в книге приводились обширные сведения о церковном и монашеском средневековом быте, о разных вопросах исторической критики, хронологии и генеалогии, о родословии Меровингов и т. п.[5]
- «Annales ordinis S. Benedicti» (Париж, 1703—1739; Лукка, 1739—1745) — продолжение предыдущего издания, содержащее в себе жизнеописания не только святых, но и всех монахов-бенедиктинцев, действовавших на поприще христианской цивилизации.
- «De re diplomatica, libri VI» (Париж, 1681; Supplementum к нему — 1704, новое издание — 1709). — Сочинение называли чудом учёности[5]. Под дипломатикой автор понимал учение об исторических документах и актах, о признаках, по которым определяется степень достоверности исторических материалов, о способах обнаруживать подделки в них, о древних материалах для письма и его видах, о «стилях» документов и актов, о канцелярских обычаях, о надписях, монограммах, печатях и т. п. Также трактовалось о составе канцелярий у франков, о разных коллекциях хартий, дворцах франкских королей. Особенно важны в этом сочинении Мабильона образцы древнего письма, приведённые в 58 гравированных таблицах, а также собрание документов от 471 г. до конца XII века.
- «Traité des études monastiques» (Париж, 1691) — краткая методология богословского курса. В ней Мабильон настаивал на праве и даже обязанности монахов заниматься не только изучением Святого Писания и отцов церкви, но и всякого рода научной деятельностью[5].
- «Vetera analecta» (Париж, 1675—85) и «Museum italicum» (Париж, 1687—89; нов. изд. 1724) — материалы, собранные Мабильоном в Германии для так и не написанной книги по истории Франции.

## Ученики
- Рюинар, Тьерри